# Telephone (bài hát)
"Telephone" là bài hát được sáng tác bởi nữ ca sĩ-nhạc sĩ người Mỹ Lady Gaga trích từ EP phòng thu thứ ba của cô mang tên The Fame Monster. Trong ca khúc này, cô hợp tác cùng với nữ ca sĩ R&B Beyoncé Knowles. "Telephone" được Lady Gaga viết cho Britney Spears cho album Circus nhưng lại bị Britney Spears từ chối, vì vậy cô đã thu âm ca khúc này cho chính mình. Bài hát được các nhà phê bình đánh giá cao, họ cho nó là ca khúc nổi bật nhất trong The Fame Monster. "Telephone" đã leo lên bảng xếp hạng ở một số nước do doanh số bán hàng kỹ thuật số trên mạng, cụ thể là tại Hoa Kỳ, Úc, Canada, Hà Lan, New Zealand, Thụy Điển và Hungary. Bài hát đặc biệt thành công vượt trội ở châu Âu, giành vị trí quán quân ở Bỉ, Đan Mạch, Ireland, Na Uy... và Vương quốc Anh. Lady Gaga trình bày đoạn điệp khúc của "Telephone" pha lẫn với ca khúc "Dance in the Dark" tại lễ trao giải BRIT 2010 để tưởng nhớ đến nhà thiết kế thời trang Alexander McQueen. Nó cũng được cô trình diễn ở chuyến lưu diễn The Monster Ball Tour. Đến cuối năm 2010, Telephone đã tiêu thụ hết 7.400.000 bản, trở thành một trong những đĩa đơn bán chạy nhất mọi thời đại. Và ca khúc cũng là đĩa đơn bán chạy thứ tư của nữ ca sĩ tài năng này.
Lady Gaga giải thích rằng video "Telephone" là một sự tiếp nối của video "Paparazzi". Trong clip, cô bị bắt giam vì tội giết bạn trai của mình, nhưng sau đó cô được "một tên ngốc nào đó" (Beyoncé) trả tiền bảo lãnh ra tù. Sau đó họ đi đến một quán ăn và giết chết hàng loạt những người khách tại đó bằng bữa ăn sáng của họ. Video kết thúc bằng cảnh Gaga và Beyonce thoát khỏi cảnh sát, nhưng khi chiếc xe đã đi xa thì một chiếc trực thăng của cảnh sát chạy theo đằng sau, dòng chữ "To be continued" (còn nữa) chạy dài trên màn hình. Video vừa mới được tung ra thì ngay tức khắc đã nhận được rất nhiều lời ca ngợi từ phía các nhà phê bình nhưng với nội dung này thì nó không phù hợp với những người có độ tuổi -18.

## Tổng quan
Lady Gaga đã viết "Telephone" cho Britney Spears trong album phòng thu năm 2008 của Britney, Circus. Tuy nhiên, sau khi "Telephone" không được chọn làm ca khúc cuối cùng trong album của Britney, Lady Gaga đã thu âm ca khúc này cho mình cùng với Beyonce Knowles trong album The Fame Monster. Cô nói: "Tôi đã viết ca khúc này cho cô ấy (Britney) từ lâu rồi và cuối cùng thì cô ấy lại không dùng nó cho album của cô ấy. Cũng tốt thôi, bởi vì tôi yêu ca khúc này và tôi sẽ thể hiện nó ngay bây giờ".

## Sáng tác
"Telephone" được sáng tác bởi Lady Gaga, Rodney Jerkins, LaShawn Daniels, Lazonate Franklin và Beyoncé. Lời bài hát của "Telephone" nói về một cô ca sĩ thích sàn nhảy hơn là việc trả lời cuộc gọi từ bạn trai. Theo Lady Gaga, chiếc điện thoại hiện diện trong lời bài hát không phải là một chiếc điện thoại vô tri, đó là một người luôn xuất hiện trong đầu cô ấy, luôn thúc giục cô làm việc chăm chỉ hơn nữa. Lady Gaga giải thích: "Đó là nỗi sợ của tôi - đó là tiếng chuông điện thoại reo và đầu tôi cũng rung theo...". Dù cho đó chỉ là một chiếc điện thoại hay chỉ là những ý nghĩ trong đầu tôi, nó vẫn là một nỗi sợ hãi của tôi".

## Video âm nhạc

Lady Gaga và Beyonce trong chiếc xe Pussy Wagon nổi tiếng của phim Kill Bill, được đích thân đạo diễn Quentin Tarantino cho Gaga mượn.

Clip "Telephone" được quay vào ngày 28 tháng 1 năm 2010 bởi đạo diễn Jonas Åkerlund.. Giải thích về đoạn video, Gaga nói: 

"Lúc nào cũng có một thông điệp ẩn chứa trong các video của tôi. Tôi có thể nói là tôi luôn cố gắng làm cho mọi người hiểu rằng một video nhạc pop nên làm như thế nào. Thực sự "Paparazzi" có chất lượng đáng kinh ngạc, nó có cả chất lượng của nhạc pop đơn thuần và có cả lời dẫn giải về văn hóa nổi tiếng. Làm việc với nhà đạo diễn Jonas Akerlund luôn đạt được chất lượng cao về nghệ thuật và ở cách quay phim. Tôi muốn làm điều tương tự với video này, chọn một bài hát nhạc pop mà bề mặt có ý nghĩa nông cạn thôi và biến nó thành một điều gì đó sâu sắc hơn".

Cô cũng nói: "Tôi cảm thấy video Bad Romance thật tệ, bởi Telephone là một video thật sự tuyệt hơn hẳn Bad Romance". Là một video được dàn dựng công phu có thời gian lên tới hơn 9 phút, các cảnh quay đều mang tính nghệ thuật cao cộng với trang phục bắt mắt và kỳ lạ nhưng cũng không kém phần gợi cảm, "Telephone" ắt hẳn là món quà tuyệt vời nhất mà Lady Gaga muốn truyền tải đến những người hâm mộ yêu quý của mình.

## Diễn biến trên bảng xếp hạng
Trong tháng 11 năm 2009, vì là một bản nhạc có số lượng bán ra lớn nên "Telephone" đã xuất hiện trong các bảng xếp hạng ở Ireland, Úc và Anh Quốc ở các vị trí 26, 29 và 30. Ca khúc đã lọt vào top 5 trên Billboard Hot 100 ở vị trí thứ 3. Ca khúc cũng đã đạt vị trí quán quân ở Hot Dance Club Songs vào ngày 27 tháng 2.. Tại Anh, ca khúc xuất hiện lần đầu ở vị trí thứ 12 vào ngày 15 tháng 3 năm 2010. Đến ngày 21 tháng 3, "Telephone" đứng đầu bảng xếp hạng UK Singles Chart. Bài hát đã trở thành đĩa đơn thứ tư quán quân tại Anh của Lady Gaga khi chưa đầy 3 năm, giúp cô trở thành nghệ sĩ duy nhất trong lịch sử có thể làm điều này. Tại Ireland, bài hát ra mắt tại vị trí 26 và leo lên đến vị trí á quân.
Tại Úc, "Telephone" đã leo lên hạng 3 và được chứng nhận Bạch kim của Hiệp hội Công nghiệp ghi âm Úc (ARIA). Ở New Zealand, bài hát ra mắt tại vị trí 31, và leo lên vị trí thứ ba vào ngày 5 tháng 4 năm 2010. "Telephone" ra mắt tại vị trí thứ 14 trên bảng xếp hạng Hot 100 của Canada và lên đến vị trí thứ 3. Bài hát đã được chứng nhận ba lần bạch kim của Hiệp hội Công nghiệp Canada (CRIA). "Telephone" ra mắt tại số 33 trên bảng xếp hạng Thụy Điển và nằm trong top 10 ở vị trí thứ ba trên bảng xếp hạng Hungary.

## Biểu diễn

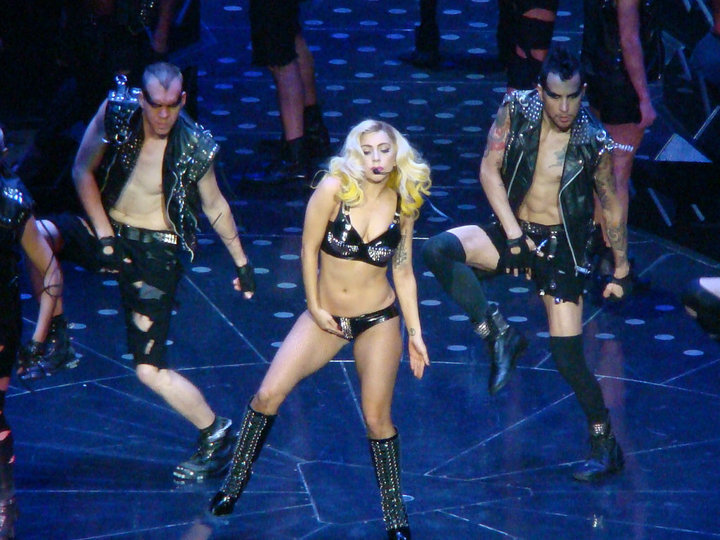
Lady Gaga biểu diễn "Telephone" trong The Monster Ball Tour.

Lady Gaga đã biểu diễn "Telephone" tại lễ trao giải BRIT Awards vào ngày 16 tháng 2 năm 2010 ở Earls Court Exhibition Centre. Phần biểu diễn của cô được lấy cảm hứng từ cái chết của người bạn thân của cô, nhà thiết kế thời trang Alexander McQueen. Lúc đầu, cô đã có kế hoạch về một phần trình diễn khác nhưng đã thay đổi vào phút cuối, khi cô ấy muốn tỏ lòng kính trọng của mình với Alexander McQueen. Do đó, cô đã thể hiện "Telephone" và "Dance in the Dark" ở phiên bản acoustic. Trước buổi diễn, cô đã viết trên Twitter của mình như sau: "Buổi trình diễn tối nay được lấy cảm hứng từ những người bạn của chúng ta. Mặt nạ thiết kế bởi Phillip Treacy, điêu khắc bởi Nick Knight, âm nhạc bởi Lady Gaga. Chúng tôi nhớ anh". Cô ấy đã bắt đầu biểu diễn cùng câu nói: "Dành cho Alexander McQueen".

## Giải thưởng
Lễ trao giải MTV Video Music Awards 2010 diễn ra tại Nhà hát Nokia tại Los Angeles vào ngày 12/9 tới. Tên người chiến thắng được quyết định qua số phiếu bầu chọn của khán giả qua trang web chính thức của MTV.. Lady Gaga đã giành được 1 giải trên tổng số 3 đề cử.
| Năm  | Giải thưởng                              | Đề mục                                            | Kết quả   |
| ---- | ---------------------------------------- | ------------------------------------------------- | --------- |
| 2010 | Giải MuchMusic Video                     | Giải được bình chọn: Video quốc tế được yêu thích | Đề cử     |
| 2010 | Giải MuchMusic Video                     | Video của nghệ sĩ Quốc tế xuất sắc nhất           | Đề cử     |
| 2010 | Giải Teen Choice                         | Choice Music: Hook Up                             | Đề cử     |
| 2010 | Giải MP3 Music Awards                    | The MIC Award – Music / Industry / Choice         | Đoạt giải |
| 2010 | Giải Nickelodeon Australian Kids' Choice | Fave song                                         | Đề cử     |
| 2010 | Giải MTV Video Music                     | Video của năm                                     | Đề cử     |
| 2010 | Giải MTV Video Music                     | Sự cộng tác xuất sắc nhất                         | Đoạt giải |
| 2010 | Giải MTV Video Music                     | Vũ đạo xuất sắc nhất                              | Đề cử     |

## Danh sách ca khúc và định dạng
| - UK/European CD Single 1. "Telephone (feat. Beyoncé)" – 3:40 2. "Telephone" (Alphabeat Remix Edit) – 4:51 - UK iTunes digital single 1. "Telephone (feat. Beyoncé)" – 3:40 2. "Telephone" (Music Video) – 9:27 - UK/France/Italy digital downloads - "Telephone" (Alphabeat Extended Remix) – 6:41 - "Telephone" (Crookers Vocal Remix) – 4:49 - "Telephone" (DJ Dan Extended Vocal Remix) – 5:59 (UK only) - "Telephone" (Electrolightz Remix) – 4:26 - "Telephone" (Kaskade Extended Remix) – 5:24 - "Telephone" (Ming Extended Remix) – 4:31 - "Telephone" (Passion Pit Remix) – 5:12 - "Telephone" (Tom Neville's Ear Ringer Radio Remix) – 4:17 - UK 7" Vinyl 1. "Telephone (feat. Beyoncé)" – 3:40 2. "Telephone (feat. Beyoncé)" (Passion Pit Remix) – 5:13 | - AUS/U.S. remix EP 1. "Telephone" (Alphabeat Extended Remix) – 6:41 2. "Telephone" (Crookers Vocal Remix) – 4:50 3. "Telephone" (DJ Dan Extended Vocal Remix) – 5:59 4. "Telephone" (DJ Dan Vocal Remix) – 3:28 - Only included on the digital release 5. "Telephone" (Dr. Rosen Main Remix) – 6:25 6. "Telephone" (Electrolightz Remix) – 4:26 7. "Telephone" (Kaskade Extended Remix) – 5:24 8. "Telephone" (Ming Extended Remix) – 4:31 9. "Telephone" (Passion Pit Remix) – 5:13 10. "Telephone" (Tom Neville's Ear Ringer Remix) – 7:14 - "The DJ Remixes" digital EP 1. "Telephone" (Alphabeat Remix Edit) – 4:49 2. "Telephone" (Crookers Dub Remix) – 5:08 3. "Telephone" (DJ Dan Dub Remix) – 6:22 4. "Telephone" (Kaskade Dub Remix) – 4:40 5. "Telephone" (Kaskade Radio Remix) – 3:43 6. "Telephone" (Ming Dub Remix) – 4:03 7. "Telephone" (Ming Radio Remix) – 3:12 8. "Telephone" (Tom Neville's Ear Ringer Radio Remix) – 4:18 9. "Bad Romance" (DJ Paulo's Gaga Oh La-La Remix) – 9:41 |

## Biên tập và tổ chức
(Nguồn:)
- Lady Gaga – đồng sản xuất, sáng tác, hát
- Beyoncé Knowles – Sáng tác, hát
- LaShawn Daniels – sáng tác
- Lazonate Franklin – sáng tác
- Hisashi Mizoguchi – ghi âm (phần hát của Beyonce)
- Mark "Spike" Stent – mixing
- Mike "Handz" Donaldson – ghi âm, hiệu ứng đặc biệt
- Paul Foley – ghi âm
- Rodney Jerkins – sáng tác, sáng tác, phối, sản xuất

## Xếp hạng và đánh giá
| Bảng xếp hạng (2009–2010)        | Vị trí cao nhất |
| -------------------------------- | --------------- |
| Australian Singles Chart         | 3               |
| Austrian Singles Chart           | 3               |
| Belgian Singles Chart (Flanders) | 1               |
| Belgian Singles Chart (Wallonia) | 1               |
| Brazilian Hot 100 Airplay        | 3               |
| Bulgarian Airplay Charts         | 2               |
| Canadian Hot 100                 | 3               |
| Czech Airplay Chart              | 9               |
| Danish Singles Chart             | 1               |
| Dutch Top 40                     | 6               |
| European Hot 100 Singles         | 1               |
| Finnish Singles Chart            | 7               |
| French Singles Chart             | 3               |
| German Singles Chart             | 3               |
| Hungarian Singles Chart          | 3               |
| Irish Singles Chart              | 1               |
| Italian Singles Chart            | 2               |
| Japan Hot 100                    | 21              |
| New Zealand Singles Chart        | 3               |
| Norwegian Singles Chart          | 1               |
| Polish Airplay Chart             | 2               |
| Russian Singles Chart            | 3               |
| Slovak Airplay Chart             | 6               |
| Spanish Singles Chart            | 5               |
| Swedish Singles Chart            | 2               |
| Swiss Singles Chart              | 4               |
| UK Singles Chart                 | 1               |
| US Billboard Hot 100             | 3               |
| US Hot Dance Club Songs          | 1               |
| US Pop Songs                     | 1               |
| United World Chart               | 1               |

| Bảng xếp hạng    | Vị trí |
| ---------------- | ------ |
| UK Singles Chart | 42     |

| Quốc gia      | Chứng nhận (Theo doanh số) |
| ------------- | -------------------------- |
| Úc            | 3× Bạch kim                |
| Bỉ            | Vàng                       |
| Canada        | 3× Bạch kim                |
| Đan Mạch      | Bạch kim                   |
| Pháp          | Vàng                       |
| Đức           | Vàng                       |
| Ý             | Bạch kim                   |
| Nhật Bản      | Vàng (điện thoại, PC)      |
| New Zealand   | Bạch kim                   |
| Tây Ban Nha   | Bạch kim                   |
| Thụy Sĩ       | Vàng                       |
| Liên hiệp Anh | Bạch kim                   |

| Bảng xếp hạng (2010)     | Vị trí |
| ------------------------ | ------ |
| Australian Singles Chart | 20     |
| Austrian Singles Chart   | 36     |
| Flanders Singles Chart   | 11     |
| Wallonia Singles Chart   | 9      |
| Canadian Hot 100         | 15     |
| Danish Singles Chart     | 23     |
| Dutch Top 40             | 45     |
| European Hot 100         | 12     |
| German Singles Chart     | 50     |
| Hungarian Airplay Chart  | 33     |
| Irish Singles Chart      | 8      |
| Italian Singles Chart    | 18     |
| Japan Hot 100            | 87     |
| Romanian Airplay Chart   | 61     |
| Spanish Singles Chart    | 20     |
| Swiss Singles Chart      | 44     |
| UK Singles Chart         | 15     |
| US Billboard Hot 100     | 16     |
| US Hot Dance Club Songs  | 38     |
| US Pop Songs             | 11     |

### Thành công trên các bảng xếp hạng
| Thứ tự chức vụ                                                                           | Thứ tự chức vụ | Thứ tự chức vụ                                           |
| ---------------------------------------------------------------------------------------- | --- | -------------------------------------------------------- |
| Tiền nhiệm "Russian Roulette" của Rihanna                                                | Đĩa đơn quán quân ‘‘Billboard’’ Hot Dance Club Play (Mỹ) Ngày 27 tháng 2 năm 2010 – Ngày 6 tháng 3 năm 2010                                                             | Kế nhiệm "Hard" của Rihanna hợp tác với Jeezy            |
| Tiền nhiệm "Pass Out" của Tinie Tempah                                                   | Đĩa đơn quán quân UK Singles Chart Ngày 21 tháng 3 năm 2010 – Ngày 3 tháng 4 năm 2010                                                                                   | Kế nhiệm "This Ain't a Love Song" của Scouting for Girls |
| Tiền nhiệm "Gave It All Away" của Boyzone                                                | Đĩa đơn quán quân Irish Singles Chart Ngày 25 tháng 3 năm 2010 – Ngày 15 tháng 4 năm 2010                                                                               | Kế nhiệm "Gives You Hell" của Glee Cast                  |
| Tiền nhiệm "Yes Man" của Bjørn Johan Muri                                                | Đĩa đơn quán quân Norwegian Singles Chart Ngày 31 tháng 3 năm 2010 – Ngày 14 tháng 4 năm 2010                                                                           | Kế nhiệm "Fight for This Love" của Cheryl Cole           |
| Tiền nhiệm "Tik Tok" của Kesha                                                           | Đĩa đơn quán quân ‘‘Billboard’’ Pop Songs (Mỹ) Ngày 27 tháng 3 năm 2010 – Ngày 24 tháng 4 năm 2010                                                                      | Kế nhiệm "In My Head" của Jason Derulo                   |
| Tiền nhiệm "Memories" của David Guetta hợp tác với Kid Cudi "Alors on danse" của Stromae | Đĩa đơn quán quân Belgian Singles Chart (Wallonia) Ngày 3 tháng 4 năm 2010 – Ngày 1 tháng 5 năm 2010 (Lần 1) Ngày 15 tháng 5 năm 2010 – Ngày 2 tháng 5 năm 2010 (Lần 2) | Kế nhiệm "Alors on danse" của Stromae                    |
| Tiền nhiệm "Me and My Guitar" của Tom Dice                                               | Đĩa đơn quán quân Belgian Singles Chart (Flanders) Ngày 3 tháng 4 năm 2010 – Ngày 1 tháng 5 năm 2010                                                                    | Kế nhiệm "Alors on danse" của Stromae                    |
| Tiền nhiệm "My Dream" của Thomas Ring                                                    | Đĩa đơn quán quân Danish Singles Chart Ngày 16 tháng 4 năm 2010 – Ngày 23 tháng 4 năm 2010                                                                              | Kế nhiệm "Mest ondt" của Burhan G và Medina              |
| Tiền nhiệm "Alors on danse" của Stromae                                                  | Đĩa đơn quán quân European Hot 100 Ngày 24 tháng 4 năm 2010 – Ngày 8 tháng 5 năm 2010                                                                                   | Kế nhiệm "Alors on danse" của Stromae                    |

## Lịch sử phát hành
| Quốc gia       | Ngày                | Định dạng                       |
| -------------- | ------------------- | ------------------------------- |
| Hoa Kỳ         | 26 tháng 1 năm 2010 | Top 40, Rhythmic, Urban, Hot AC |
| Pháp           | 15 tháng 2 năm 2010 | Tải về nhạc số                  |
| Hoa Kỳ         | 2 tháng 3 năm 2010  | The Remixes EP – Nhạc số tải về |
| Vương quốc Anh | 2 tháng 3 năm 2010  | The Remixes EP – Nhạc số tải về |
| Canada         | 2 tháng 3 năm 2010  | The Remixes EP – Nhạc số tải về |
| Pháp           | 2 tháng 3 năm 2010  | The Remixes EP – Nhạc số tải về |
| Đan Mạch       | 2 tháng 3 năm 2010  | The Remixes EP – Nhạc số tải về |
| Thụy Điển      | 2 tháng 3 năm 2010  | The Remixes EP – Nhạc số tải về |
| Thụy Sĩ        | 2 tháng 3 năm 2010  | The Remixes EP – Nhạc số tải về |
| Bỉ             | 2 tháng 3 năm 2010  | The Remixes EP – Nhạc số tải về |
| Ireland        | 2 tháng 3 năm 2010  | The Remixes EP – Nhạc số tải về |
| Hà Lan         | 2 tháng 3 năm 2010  | The Remixes EP – Nhạc số tải về |
| Vương Quốc Anh | 15 tháng 3 năm 2010 | CD single, 7", Nhạc số tải về   |
| Hoa Kỳ         | 30 tháng 3 năm 2010 | The Remixes EP – CD Single      |
| Đức            | 2 tháng 4 năm 2010  | CD single                       |
| Pháp           | 5 tháng 4 năm 2010  | Nhạc số tải về                  |
| Pháp           | 6 tháng 4 năm 2010  | CD single                       |